# Minuartia michauxii
Minuartia michauxii là loài thực vật có hoa thuộc họ Cẩm chướng. Loài này được (Fenzl) Farw. mô tả khoa học đầu tiên năm 1918.